# Disciphus alatus
Disciphus alatus är en tvåvingeart som beskrevs av Becker 1911. Disciphus alatus ingår i släktet Disciphus och familjen fritflugor. Inga underarter finns listade i Catalogue of Life.